# Doris Brown

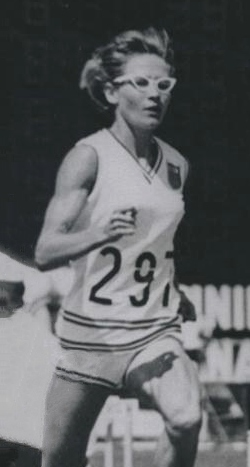
Doris Brown, 1967

Doris Brown (Doris Elaine Brown, geb. Severtson, in zweiter Ehe Heritage; * 17. September 1942 in Gig Harbor) ist eine ehemalige US-amerikanische Mittel- und Langstreckenläuferin.
Über 800 m gewann sie Silber bei den Panamerikanischen Spielen 1967 in Winnipeg und wurde Fünfte bei den Olympischen Spielen 1968 in Mexiko-Stadt.
Nach weiteren Silbermedaillen über 800 m bei den Pacific Conference Games 1969 und den  Panamerikanischen Spielen 1971 in Cali qualifizierte sie sich 1972 über 1500 m für die Olympischen Spiele in München, verzichtete jedoch auf einen Start.
Nachdem sie von 1967 bis 1971 fünfmal in Folge den Cross der Nationen gewonnen hatte, kam sie bei den Crosslauf-Weltmeisterschaften 1973 in Waregem auf den 15. Platz und holte Bronze mit der US-Mannschaft. 1975 in Rabat belegte sie Rang 17 und siegte mit dem US-Team. 
1976 kam sie bei den Crosslauf-WM in Chepstow auf den 17. Platz und holte Bronze in der Mannschaftswertung. Einem Sieg beim Vancouver-Marathon folgte ein zweiter Platz beim New-York-City-Marathon. Bei den Crosslauf-WM 1977 in Düsseldorf lief sie auf dem 48. Platz ein.
Fünfmal wurde sie US-Meisterin im Crosslauf (1966, 1968–1971), zweimal über 1500 m (1966, 1969) und je einmal über 800 m (1968) und zwei Meilen (1971). In der Halle holte sie viermal den US-Titel im Meilenlauf (1967, 1968, 1971, 1972). 1969 wurde sie Kanadische Meisterin im Crosslauf.

## Persönliche Bestleistungen
- 800 m: 2:02,2 min, 20. Juli 1968, London
- 1500 m: 4:14,6 min, 2. Juli 1971, Berkeley
- 1 Meile: 4:39,6 min, 1971
- 3000 m: 9:26,9 min, 10. Juli 1971, Bakersfield (Zwischenzeit, ehemalige Weltbestzeit)
- 2 Meilen: 10:07,0 min, 10. Juli 1971, Bakersfield (ehemalige Weltbestzeit)
- Marathon: 2:47:35 h, 29. Mai 1976, Vancouver